# Central Nippon Expressway Company
De Central Nippon Expressway Company (中日本高速道路株式会社, Naka Nippon Kōsoku-dōro Kabushiki Gaisha), afgekort als NEXCO Central Japan (NEXCO中日本, NEXCO Naka Nippon), is een van de beheerders van de Japanse autosnelwegen en tolwegen. Het hoofdkwartier van het bedrijf bevindt zich in Nagoya, prefectuur Aichi.
NEXCO Central-Japan ontstond toen eigenaar en uitbater van al de autosnelwegen de Openbare maatschappij voor de Japanse snelwegen (日本道路公団, Nihon Dōro Kōdan) op 1 oktober 2005 werd opgesplitst in verschillende maatschappijen. De autosnelwegen die door NEXCO Central-Japan worden uitgebaat liggen in de regio's Tōkai and Hokuriku.